# Tetraploid
Tetraploid (ang. tetraploid) – organizm lub komórka z poczwórnym zestawem chromosomów homologicznych zawartych w jądrze komórkowym. Podstawowa liczba chromosomów oznaczana jest x, stąd u tetraploidów 2n = 4x, ale też bywają tetraploidy oznaczane jako 4n.